# José Joaquín Albaladejo
José Joaquín Albaladejo Gisbert es un exfutbolista español nacido en Alicante. Jugó en la posición de defensa en el Fútbol Club Barcelona, equipo en el que jugó en dos etapas (1974-1976, 1978-1981), disputando 39 partidos de liga y consiguiendo la Recopa de Europa de 1979 (lesionado en esta final) y la Copa del Rey de 1981.
También jugó en el U. D. Salamanca, el Real Murcia y el Hércules, club en el que había comenzado en el fútbol, en sus categorías inferiores. En total jugó 206 partidos y marcó tres goles. Su primer partido fue el 9 de marzo de 1975 contra el U. D. Salamanca.

## Palmarés
| Título           | Club                  | Año  |
| ---------------- | --------------------- | ---- |
| Recopa de Europa | Fútbol Club Barcelona | 1979 |
| Copa de España   | Fútbol Club Barcelona | 1981 |

## Equipos
| Club                          | País   | Año       |
| ----------------------------- | ------ | --------- |
| Hércules Club de Fútbol       | España | 1972-1974 |
| Futbol Club Barcelona         | España | 1974-1977 |
| Unión Deportiva Salamanca     | España | 1977-1978 |
| Futbol Club Barcelona         | España | 1978-1981 |
| Hércules Club de Fútbol       | España | 1981-1982 |
| Fútbol Club Barcelona Atlètic | España | 1982-1983 |
| Real Murcia                   | España | 1983-1985 |
| Hércules Club de Fútbol       | España | 1985-1989 |